# Raión de Kelmentsí
Raión de Kelmentsí (en ucraniano: Кельменецький район) es un antiguo raión o distrito de Ucrania en el óblast de Chernivtsi. La capital fue la ciudad de Kelmentsí.
Comprende una superficie de 670 km².

## Demografía
Según estimación 2010 contaba con una población total de 43980 habitantes.

## Otros datos
El código KOATUU era 7322000000. El código postal 60100 y el prefijo telefónico +380 3732.